# Georges Bereta
Georges Bereta (* 15. Mai 1946 in Saint-Étienne, Frankreich; † 4. Juli 2023) war ein französischer Fußballspieler.

## Vereinskarriere
Der kleingewachsene Sohn eines polnischen Arbeitsimmigranten wuchs nahe dem Stade Geoffroy-Guichard auf und schloss sich schon als Elfjähriger der AS Saint-Étienne an. Für den großen Fußball entdeckt wurde der Flügelstürmer allerdings nicht von seinen Vereinstrainern, sondern es war sein Ausbilder im „Fußballerbataillon“ von Joinville, der Saint-Étiennes Profitrainer Jean Snella mit den Worten „Du hast den besten Linksaußen Frankreichs, aber Du weißt das nicht einmal!“ auf Bereta aufmerksam machte. Ende 1966 berücksichtigte Snella Georges Bereta erstmals für ein Erstligaspiel, der davon profitierte, dass die Verts – als „Grüne“ werden die Spieler aus Saint-Étienne bis heute wegen ihrer Vereinsfarben bezeichnet – vor der Partie gegen Lille verletzungsbedingt in Personalnöten steckten. Der Linksfuß war kampfstark, schnell und trickreich; obwohl er hauptsächlich Flanken und Vorlagen für die Innenstürmer hereingab, erzielte er während seiner Laufbahn auch selbst fast 60 Punktspieltreffer, etliche davon per Elfmeter.
In den folgenden achteinhalb Jahren holte er mit der ASSE eine beeindruckende Zahl an nationalen Titeln: er wurde fünfmal Meister der Division 1, darunter von 1967 bis 1970 vier Titelgewinne in Folge, und dreimal Landespokalsieger. Im Pokal stand er in sämtlichen Endspielen auf dem Rasen: 1968 beim 2:1 gegen Girondins Bordeaux, 1970 beim 5:0 über den FC Nantes, wo er den zweiten Treffer erzielte, und 1974 beim 2:1 gegen AS Monaco, als er den Pokal vom neu gewählten Staatspräsidenten Giscard d’Estaing überreicht bekam. Bereta gewann zudem je dreimal den Doublé (Meisterschaft und Pokalsieg in derselben Saison) sowie den Supercup. Persönlich wurde er früh in die Nationalmannschaft berufen (siehe unten) und zweimal als Frankreichs Fußballer des Jahres ausgezeichnet; lediglich die Étoile d’Or als saisonbester Spieler blieb ihm versagt. In den europäischen Vereinswettbewerben kam Saint-Étienne allerdings nur zweimal über die erste Runde hinaus; dabei zählt der 3:0-Sieg gegen Bayern München im Europapokal der Landesmeister 1969/70 nach einem Hinspiel-0:2 zu den positivsten Eindrücken Beretas.
Drei Trainer formten ihn und vertrauten ihm: bis 1967 der gleichfalls polnischstämmige Jean Snella, bis 1972 Albert Batteux und anschließend sein ehemaliger Mitspieler Robert Herbin; auch die Liste von Georges Beretas langjährigen Mannschaftskameraden bei den Verts liest sich wie ein „Who is who“ des französischen Profifußballs. Schon in den 1960ern zählten Bosquier, Torwart Carnus, Jacquet, Keïta, Larqué, Lopez, Mekhloufi, Repellini, die Brüder Hervé und Patrick Revelli, Santini und Sarramagna zu diesem Kreis. In den frühen 1970ern stießen unter anderem Bathenay, Torhüter Ćurković, Janvion, Larios, Piazza sowie Rocheteau dazu.
Ab Beginn der Saisonrückrunde 1974/75 trug Georges Bereta überraschenderweise das weiße Trikot von Olympique Marseille, obwohl er bis dahin in sämtlichen 19 Ligaspielen für Saint-Étienne zum Einsatz gekommen war. Ausgerechnet der „Inbegriff des ASSE-Spielers“, seit Jahren auch Mannschaftsführer, wurde Opfer von finanziellen Engpässen seines alten und großen Plänen seines neuen Klubs, deren Präsidenten Roger Rocher und Fernand Méric sich auf den sofortigen 500.000-FF-Transfer einigten, ohne den Spieler auch nur nach seiner Meinung befragt zu haben. Eine besondere Pikanterie lag in der Tatsache begründet, dass das Verhältnis zwischen diesen beiden Klubs sich seit mehreren früheren Abwerbungen von Verts durch Olympique (Carnus, Bosquier, Keïta) extrem verschlechtert hatte. Dennoch standen am Ende die Unterschriften aller drei Beteiligten unter den Verträgen, was Saint-Étiennes Präsidenten nicht daran hinderte, anschließend landauf, landab von einem „nicht hinnehmbaren Skandal“ zu schwadronieren – womit er ausschließlich seinen Präsidentenkollegen meinte. Der zurückhaltende Bereta selbst äußerte später: „Es hätte nur eines Wortes von Seiten der ASSE bedurft, und ich wäre geblieben.“ Die Wunde, die dieser „dubiose, aufsehenerregende Vorgang“ geschlagen hatte, schmerzte ihn noch Jahrzehnte später.
Durch den Wechsel verpasste er nicht nur das Halbfinale im Europapokal der Landesmeister gegen Bayern München, sondern er musste sich nach weiteren 16 Spielen in der Division 1 mit der Vizemeisterschaft – hinter „seiner“ ASSE – begnügen. Saint-Étienne gewann auch den Pokal und damit einen weiteren Doublé, an denen Bereta zumindest einen „50%-Anteil“ hatte. In den anschließenden drei Jahren schloss sein neuer Klub die Saisontabelle nur mehr auf den Plätzen 9, 12 und 4 ab und überstand auch bei seinen wenigen europäischen Auftritten die erste Runde nicht, scheiterte etwa im UEFA-Pokal 1975/76 mit 0:1 und 0:3 an Carl Zeiss Jena. Einen letzten Titel konnte Bereta aber in der Provence doch noch mitgewinnen helfen, als Marseille 1976 den Namensvetter aus Lyon im Pokalfinale 2:0 schlug. Im Sommer 1978 beendete der Stürmer, der in der letzten Saison nur noch zu zwei Punktspieleinsätzen gekommen war, seine höchst erfolgreiche Profikarriere.

## In der Nationalmannschaft
Georges Bereta trug zwischen Dezember 1967 und Mai 1975 44-mal das blaue Trikot der A-Nationalelf und erzielte dabei vier Tore. Er debütierte unter Nationaltrainer Louis Dugauguez beim 3:1-Sieg gegen Luxemburg und spielte sich gleich in die Stammformation; dies blieb auch unter den Dugauguez-Nachfolgern Georges Boulogne und Ștefan Kovács so, wobei er in den letzten Jahren häufiger im Mittelfeld aufgestellt wurde. Kovács ernannte ihn 1973 zusätzlich zum Mannschaftsführer der Bleus, was dieser während seiner letzten zwölf Spiele blieb.
Bereta hat auch gegen die anderen Nationalmannschaften aus deutschsprachigen Ländern gespielt, dabei aber nie gewonnen: zweimal gegen Westdeutschland (1968 1:1 und 1973 1:2), je einmal gegen die Schweiz (1970, 1:2), Österreich (1970, 0:1) und die DDR (1974, 2:2). Seine Nationalelfkarriere fiel allerdings genau in die „finstere Zeit“ der Équipe tricolore, in der Frankreich sich für kein einziges großes Turnier qualifizieren konnte und sowohl bei den Europa- (1968, 1972) als auch den Weltmeisterschaftsendrunden (1970, 1974) zuschauen musste. Und als Michel Hidalgo das Amt des Sélectionneurs von Kovács übernahm, fand Georges Bereta keine Berücksichtigung mehr.

## Palmarès
- Französischer Meister: 1967, 1968, 1969, 1970, 1974 (und Vizemeister 1971, 1975 [wobei er formal 1975 auch zum Meisterkader von Saint-Étienne zu zählen wäre])
- Französischer Pokalsieger: 1968, 1970, 1974, 1976
- Gewinner der Challenge des Champions (Supercup): 1967, 1968, 1969 (und Finalist 1970)
- 44 A-Länderspiele (4 Treffer), davon 41/4 für ASSE und 3/0 für OM
- 357 Spiele und 58 Tore in der Division 1, davon 281/53 für ASSE und 76/5 für OM[12]
- 22 Spiele und 3 Treffer in den Europapokalwettbewerben, davon 18/3 für Saint-Étienne und 4/0 für Marseille[13]
- Frankreichs Fußballer des Jahres: 1973, 1974

## Leben nach der aktiven Laufbahn
Georges Bereta arbeitete rund 20 Jahre in der französischen Vertriebsorganisation von Adidas, war anschließend zwei Jahre arbeitslos und wurde dann von den Verts in der fußballerischen Ausbildung der jüngsten Mitglieder sowie in der Talentsichtung in der Region eingesetzt. Er hat über viele Jahre den Freundeskreis ehemaliger ASSE-Profis geleitet. Er war als Berater des Privatfernsehsenders Onzéo tätig, an dem sein alter Verein ASSE und dessen Ligakonkurrent RC Lens beteiligt sind.
Georges Bereta starb im Juli 2023 im Alter von 77 Jahren.